# Gaurax melanopleura
Gaurax melanopleura är en tvåvingeart som beskrevs av Nartshuk 1968. Gaurax melanopleura ingår i släktet Gaurax och familjen fritflugor. Inga underarter finns listade i Catalogue of Life.